# Upplands runinskrifter 1075
Upplands runinskrifter 1075 är en försvunnen runsten, ristad av Ingulv, som skall ha stått vid Bälinge kyrka i Bälinge socken i Uppland, på samma plats som en annan försvunnen runsten - Upplands runinskrifter 1076. Den skall ha varit försvunnen redan 1856.

## Inskriften
Translitterering av runraden:
[ulifr × ok · þ--s-an + litu · r... ... ...ʀ · kunar faþur · sin · ikulfr ·]
Normalisering till runsvenska:
Olæifʀ ok Þ[or]s[t]æinn letu r[etta stæin æfti]ʀ Gunnar, faður sinn. Ingulfʀ.
Översättning till nusvenska:
Oleifr och Torsten lät resa stenen till minne av Gunnar, deras fader. Ingulv.